# París-Niça 1960
La París-Niça 1960 fou la 18a edició de la París-Niça. És un cursa ciclista que es va disputar entre el 9 i el 16 de març de 1960. La cursa fou guanyada pel belga Raymond Impanis, de l'equip Faema, per davant dels francesos François Mahé (Saint Rapahel-Gitane) i Robert Cazala (Mercier-BP). Romeo Venturelli (San Pellegrino) s'imposà en la classificació de la muntanya, Rik van Looy (Faema) guanyà la classificació per punts i el conjunt Saint Raphael-Gitane la d'equips.
La prova es decideix en l'etapa de Saint-Étienne. Un atac del Faema liderats per Rik van Looy fa que un grup de corredors, on és Raymond Impanis, aconsegueixi 23' 45" sobre el gran grup.
Per primer cop en la història de la cursa s'emeten per televisió i en directe els kilòmetres finals de cada etapa.

## Participants
En aquesta edició de la París-Niça hi preneren part 80 corredors dividits en 10 equips: Leroux-Helyett, Saint Rapahel-Gitane, Faema, Liberia-Grammont, Carpano, Mercier-BP, San Pellegrino, Peugeot-BP, Torpedo, i Margnat-Rochet. La prova l'acabaren 54 corredors.

## Resultats de les etapes
| Etapes              | Data       | Recorregut                       | Km     | Vencedor d'etapa        | Líder de la general |
| ------------------- | ---------- | -------------------------------- | ------ | ----------------------- | ------------------- |
| 1a etapa            | 9 de març  | París-Gien                       | 170 km | Yvo Molenaers           | Yvo Molenaers       |
| 2a etapa            | 10 de març | Gien-Bourges (CRE)               | 82 km  | Faema                   | Willy Schroeders    |
| 3a etapa            | 11 de març | Bourges-Montceau-les-Mines       | 197 km | Gilbert Desmet          | Willy Schroeders    |
| 4a etapa            | 12 de març | Montceau-les-Mines-Saint-Étienne | 173 km | Michel Dejouhannet      | Raymond Impanis     |
| 5a etapa            | 13 de març | Saint-Étienne-Avignon            | 227 km | Rik van Looy            | Raymond Impanis     |
| 6a etapa, 1r sector | 14 de març | Avignon-Vergèze                  | 68 km  | André Darrigade         | Raymond Impanis     |
| 6a etapa, 2n sector | 14 de març | Vergèze-Nimes (CRI)              | 37 km  | Romeo Venturelli        | Raymond Impanis     |
| 7a etapa            | 15 de març | Nimes-Manosque                   | 183 km | Jean Graczyk            | Raymond Impanis     |
| 8a etapa, 1r sector | 16 de març | Manosque-Fréjus                  | 130 km | Suspesa per inundacions | Raymond Impanis     |
| 8a etapa, 2n sector | 16 de març | Fréjus-Niça                      | 115 km | Rik van Looy            | Raymond Impanis     |

## Etapes

### 1a etapa
9-03-1960. París-Gien, 170 km.
Sortida real: Le Pont d'Antony.
|   | Ciclista         | Equip            | Temps      |
| - | ---------------- | ---------------- | ---------- |
| 1 | Yvo Molenaers    | Carpano          | 4h 58' 39" |
| 2 | Willy Schroeders | Faema            | m. t.      |
| 3 | Robert Ducard    | Liberia-Grammont | m. t.      |

### 2a etapa
10-03-1960. Gien-Bourges, 82 km. CRE
|   | Equip                | Temps      |
| - | -------------------- | ---------- |
| 1 | Faema                | 1h 47' 47" |
| 2 | Mercier-BP           | + 1' 02"   |
| 3 | Saint Rapahel-Gitane | + 1' 55"   |

### 3a etapa
11-03-1960. Bourges-Montceau-les-Mines, 197 km.
|   | Ciclista       | Equip                | Temps      |
| - | -------------- | -------------------- | ---------- |
| 1 | Gilbert Desmet | Carpano              | 4h 47' 28" |
| 2 | Roger Riviere  | Saint Raphael-Gitane | + 1".      |
| 3 | Jean Graczyk   | Leroux-Helyett       | + 3"       |

### 4a etapa
12-03-1960. Montceau-les-Mines-Saint-Etienne, 173 km.
|   | Ciclista           | Equip                | Temps      |
| - | ------------------ | -------------------- | ---------- |
| 1 | Michel Dejouhannet | Saint Raphael-Gitane | 4h 19' 26" |
| 2 | Henry Anglade      | Liberia-Grammont     | m. t.      |
| 3 | Raymond Impanis    | Faema                | m. t.      |

### 5a etapa
13-03-1960. Saint-Etienne-Avignon, 227 km.
|   | Ciclista           | Equip                | Temps      |
| - | ------------------ | -------------------- | ---------- |
| 1 | Rik van Looy       | Faema                | 6h 09' 20" |
| 2 | Gilbert Desmet     | Carpano              | m. t.      |
| 3 | Michel Dejouhannet | Saint Raphael-Gitane | m. t.      |

### 6a etapa, 1r sector
14-03-1960. Avignon-Vergèze, 68 km.
|   | Ciclista         | Equip          | Temps      |
| - | ---------------- | -------------- | ---------- |
| 1 | André Darrigade  | Leroux-Helyett | 1h 33' 06" |
| 2 | Georges Mortiers | Peugeot-BP     | m. t.      |
| 3 | Désiré Keteleer  | Carpano        | m. t.      |

### 6a etapa, 2n sector
14-03-1960. Vergèze-Nimes, 37 km. CRI
|   | Ciclista         | Equip                | Temps   |
| - | ---------------- | -------------------- | ------- |
| 1 | Romeo Venturelli | San Pellegrino       | 52' 28" |
| 2 | Roger Riviere    | Saint Raphael-Gitane | + 19"   |
| 3 | Gilbert Desmet   | Carpano              | + 21"   |

### 7a etapa
15-03-1960. Nimes-Manosque, 183 km.
Anquetil no pren la sortida a causa del fred.
|   | Ciclista         | Equip          | Temps      |
| - | ---------------- | -------------- | ---------- |
| 1 | Jean Graczyk     | Leroux-Helyett | 4h 46' 28" |
| 2 | Romeo Venturelli | San Pellegrino | + 22"      |
| 3 | André Darrigade  | Leroux-Helyett | + 38"      |

### 8a etapa, 1r sector
16-03-1960. Manosque-Fréjus, 130 km.
Etapa suspesa per inundacions

### 8a etapa, 2n sector
16-03-1960. Manosque-Niça, 115 km.
Arribada situada al Passeig dels Anglesos
|   | Ciclista       | Equip                | Temps      |
| - | -------------- | -------------------- | ---------- |
| 1 | Rik van Looy   | Faema                | 2h 56' 05" |
| 2 | Gilbert Desmet | Carpano              | m. t.      |
| 3 | Roger Riviere  | Saint Raphael-Gitane | m. t.      |

## Classificacions finals

### Classificació general
|    | Ciclista         | Equip                | Temps       |
| -- | ---------------- | -------------------- | ----------- |
| 1  | Raymond Impanis  | Faema                | 32h 15' 45" |
| 2  | François Mahé    | Saint Rapahel-Gitane | + 2' 26"    |
| 3  | Robert Cazala    | Mercier-BP           | + 2' 32"    |
| 4  | Henry Anglade    | Liberia-Grammont     | + 3' 13"    |
| 5  | Claude Colette   | Peugeot-BP           | + 3' 33"    |
| 6  | Edgard Sorgeloos | Faema                | + 3' 50"    |
| 7  | Francis Anastasi | Margnat-Rochet       | + 5' 18"    |
| 8  | René Privat      | Mercier-BP           | + 6' 29"    |
| 9  | Antonin Rolland  | Margnat-Rochet       | + 6' 40"    |
| 10 | Jean Bonifassi   | Liberia-Grammont     | + 7' 35"    |

## Evolució de les classificacions
| Etapa (Vencedor)                       | Classificació general |
| -------------------------------------- | --------------------- |
| 0Etapa 1 (Yvo Molenaers)               | Yvo Molenaers         |
| 0Etapa 2 (Faema)                       | Willy Schroeders      |
| 0Etapa 3 (Gilbert Desmet)              | Willy Schroeders      |
| 0Etapa 4 (Michel Dejouhannet)          | Raymond Impanis       |
| 0Etapa 5 (Rik van Looy)                | Raymond Impanis       |
| 0Etapa 6, 1r sector (André Darrigade)  | Raymond Impanis       |
| 0Etapa 6, 2n sector (Romeo Venturelli) | Raymond Impanis       |
| 0Etapa 7 (Jean Graczyk)                | Raymond Impanis       |
| 0Etapa 8, 1r sector (Suspesa)          | Raymond Impanis       |
| 0Etapa 8, 2n sector (Rik van Looy)     | Raymond Impanis       |